# Ассаль (озеро)
Ассаль (фр. Lac Assal , араб. بحيرة عسل — дослівно «медове озеро») — кратерне озеро в центрі Джибуті, розташоване за близько 120 км на захід від міста Джибуті на південній межі регіону Таджура й заходить у регіон Дикіль.
Знаходиться на 155 м нижче рівня моря в Афарській улоговині та є найнижчою точкою в Африці і другою найнижчою точкою на Землі після Мертвого моря. Має розміри 19×7 км і площу 54 км². Найбільша глибина — 40 м, середня глибина — 7,4 м, об'єм — 400 млн м³. Сточище 900 км².
Озеро Ассаль вважається найсолонішою водоймою на землі за межами Антарктиди — 390 ‰. Лише деякі гіперсолоні озера Сухих долин Антарктиди, на кшталт озера Дон Хуан мають більшу солоність.
Одна річ, яка робить Ассаль унікальною — на відміну від інших великих гіперсолоних озер світу, його основним джерелом води не є наземні потоки. Джерела озера — гарячі джерела солоність яких близька до морської води, які прямують із затоки Таджура (фр. Golfe de Tadjoura), західного продовження Аденської затоки, зокрема, майже закритої бухти Губбе-ель-Хараб, приблизно за 10 км на південний схід від озера.
Висока температура води (33–34 °C) сприяє випаровуванню, озеро оточене шаром солі (що прямує на захід й на північний захід). Сіль видобувається і транспортується караванами в Ефіопію.